# Ophiothrix echinotecta
Ophiothrix echinotecta is een slangster uit de familie Ophiotrichidae.
De wetenschappelijke naam van de soort werd in 1957 gepubliceerd door Balinsky.